# Hermans historia
Hermans historia är en svensk dokumentär-TV-serie som ursprungligen sändes i Sveriges Television mellan 1991 och 2002. Med författaren och journalisten Herman Lindqvist som berättare gjordes totalt 29 avsnitt om olika företeelser i Sveriges historia. Mestadels var avsnitten biografier över historiskt kända svenskar, men det gjordes också några avsnitt om historiska händelser. 2002 sändes också en miniserie, som hette Hermans bästa historier, med klipp ur TV-serien, varvade med intervjuer med Herman Lindqvist i hans trädgård och omgivningar i Paris. Flera av avsnitten gavs under 1990-talet ut på köpvideo och i början av 2000-talet på DVD, men samtliga finns inte utgivna.

## Serien
Det första avsnittet, som handlar om Gustav Vasa, sändes första gången i svensk TV den 30 december 1991. De flesta avsnitten är biografier över svenska historiska personligheter och upplägget är, att Herman Lindqvist är i bild och berättar om personen i fråga, från vaggan till graven. Dessutom sker berättandet "på plats", alltså att han befinner sig i det hus eller på det slagfält etcetera, där händelsen han just då berättar om utspelade sig. Därför kan miljöerna växla mycket snabbt, så att Lindqvist nästan befinner sig på olika platser i olika länder i en och samma mening. Han har i en av intervjuerna i serien Hermans bästa historier berättat, att inspirationen till detta kom sig av att han hade sett ett naturprogram med den brittiske zoologen David Attenborough, som hade just detta upplägg, och att han för producenten Steen Priwin presenterade idén att berätta historia på samma sätt.
Medan de flesta avsnitt handlar om en specifik person finns det några, som istället handlar om specifika händelser, som till exempel Håtunaleken och Nyköpings gästabud eller brandskattningen av Visby. Det allra sista avsnittet i serien handlar om olika svenska symboler, såsom svenska flaggan, tre kronor eller dalahästen, medan ett dubbelavsnitt handlar om Svenska Ostindiska Companiet. De flesta avsnitten är en timme (några få är kortare), men i vissa fall har denna tid inte räckt till och då har biografin eller berättelsen förlagts på två avsnitt.

## Hermans bästa historier
Det sista avsnittet i serien sändes den 24 januari 2002. Under juli och augusti samma år visades specialserien Hermans bästa historier i åtta entimmeslånga avsnitt, där bitar av olika avsnitt har klippts samman för att illustrera ett tema. Exempelvis heter ett avsnitt Svenska revolter och i detta har man tagit ut delar ur avsnitten Gustav Vasa, Hedvig Taube och Gustav III, som behandlar själva temat (i detta fall Dackefejden, Stora daldansen och mordet på Gustav III). Mellan utsnitten ur TV-serien får man se intervjuer med Herman Lindqvist (och lite med hans dåvarande hustru Birgitta) i hans hem utanför Paris och i själva staden. Dessa handlar om utsnitten själva, om serien Hermans historia i stort och om historia över huvud taget. Under eftertexterna visas feltagningar i svartvitt från inspelningen av originalserien.

## Avsnitt
Det har gjorts totalt 29 avsnitt av serien, varav de flesta är en timme. I slutet av 1990-talet gav företaget Egmont ut de 17 första av dem på köp-VHS. I början av 2000-talet övertogs rättigheterna av Mediadistributörerna, som har gett ut 21 av avsnitten, plus hela Hermans bästa historier på DVD. Av okänd anledning finns inte hela serien utgiven, vilket har lett till, att två avsnitt (Karin Månsdotter och Drottning Kristina) endast har funnits utgivna till försäljning på VHS och ytterligare två avsnitt (Carl von Linné och Hedvig Taube) endast finns utgivna i nerklippt form i Hermans bästa historier och alltså inte i sin helhet. Avsnittet Drottning Margareta är det enda avsnitt, som inte har funnits utgivet till försäljning i någon form alls. De tretton avsnitt, som handlar om olika svenska kungar (tio regenter, varav tre har skildrats i dubbelavsnitt) har givits ut i en särskild DVD-box, som heter Hermans kungar, där de är numrerade historiskt kronologiskt, förutom att avsnittet om Jean Baptiste Bernadotte där kommer först (trots att det kronologiskt egentligen borde komma sist). Under 2013 publicerades samtliga 29 avsnitt på Sveriges Televisions Öppet arkiv.
I tabellen nedan anges i kolumnen "Kronologi" i vilken ordning avsnitten kommer för att ses i strikt historiskt kronologisk ordning.

### Hermans historia
| Nr  | Avsnitt                               | Längd (minuter) | Sändningsdatum   | Utgivet på DVD | Utgivet på VHS | Kronologi |
| --- | ------------------------------------- | --------------- | ---------------- | -------------- | -------------- | --------- |
| 1.1 | Gustav Vasa                           | 60              | 30 december 1991 | Ja             | Ja             | 05        |
| 1.2 | Drottning Kristina                    | 60              | 2 januari 1992   | Nej            | Ja             | 12        |
| 1.3 | Axel von Fersen                       | 60              | 6 januari 1992   | Ja             | Ja             | 24        |
| 1.4 | Jean Baptiste Bernadotte              | 60              | 9 januari 1992   | Ja             | Ja             | 25        |
| 2.1 | Karl XII                              | 70              | 9 december 1992  | Ja             | Ja             | 16        |
| 2.2 | Cecilia Vasa                          | 60              | 16 december 1992 | Nej            | Ja             | 08        |
| 2.3 | Heliga Birgitta                       | 60              | 24 december 1992 | Ja             | Ja             | 02        |
| 3.1 | Gustav IV Adolf                       | 60              | 22 november 1994 | Ja             | Ja             | 23        |
| 3.2 | Visby brandskattning                  | 45              | 29 november 1994 | Nej            | Ja             | 03        |
| 3.3 | Gustav II Adolf – del 1               | 60              | 6 december 1994  | Ja             | Ja             | 10        |
| 3.4 | Gustav II Adolf – del 2               | 60              | 13 december 1994 | Ja             | Ja             | 11        |
| 3.5 | Håtunaleken och Nyköpings gästabud    | 30              | 20 december 1994 | Nej            | Ja             | 01        |
| 4.1 | Karin Månsdotter                      | 60              | 12 december 1995 | Nej            | Ja             | 06        |
| 4.2 | Gustav III – del 1                    | 60              | 19 december 1995 | Ja             | Ja             | 21        |
| 4.3 | Gustav III – del 2                    | 60              | 26 december 1995 | Ja             | Ja             | 22        |
| 4.4 | Karl XI – del 1                       | 45              | 4 januari 1996   | Ja             | Ja             | 14        |
| 4.5 | Karl XI – del 2                       | 45              | 8 januari 1996   | Ja             | Ja             | 15        |
| 5.1 | Drottning Margareta                   | 60              | 24 januari 1998  | Nej            | Nej            | 04        |
| 5.2 | Karl X Gustav                         | 60              | 31 januari 1998  | Ja             | Nej            | 13        |
| 5.3 | Carl von Linné                        | 60              | 7 februari 1998  | Nej            | Nej            | 18        |
| 5.4 | Hedvig Taube                          | 60              | 14 februari 1998 | Nej            | Nej            | 17        |
| 6.1 | Karl IX                               | 60              | 30 november 1999 | Ja             | Nej            | 09        |
| 6.2 | Sankta Lucia                          | 60              | 7 december 1999  | Ja             | Nej            | 28        |
| 6.3 | Svenska Ostindiska Compagniet – del 1 | 60              | 14 december 1999 | Ja             | Nej            | 19        |
| 6.4 | Svenska Ostindiska Compagniet – del 2 | 60              | 21 december 1999 | Ja             | Nej            | 20        |
| 7.1 | Bröderna Nils och John Ericsson       | 60              | 3 januari 2002   | Ja             | Nej            | 27        |
| 7.2 | Johan III                             | 60              | 10 januari 2002  | Ja             | Nej            | 07        |
| 7.3 | Drottning Désirée                     | 60              | 17 januari 2002  | Ja             | Nej            | 26        |
| 7.4 | Svenska symboler                      | 60              | 24 januari 2002  | Ja             | Nej            | 29        |
| Nr  | Avsnitt                               | Längd (minuter) | Sändningsdatum   | Utgivet på DVD | Utgivet på VHS | Kronologi |

### Hermans bästa historier
| Nr | Avsnitt                                                                       | Sändningsdatum  | Klipp ur                                                  |
| -- | ----------------------------------------------------------------------------- | --------------- | --------------------------------------------------------- |
| 1  | Uppkomlingar som grundade dynastier – eller femtielva kungar och en blå kavaj | 6 juli 2002     | Gustav Vasa och Jean Baptiste Bernadotte                  |
| 2  | Dramatik som blivit legender – eller så berättar man en historia              | 13 juli 2002    | Håtunaleken & Nyköpings gästabud och Visby brandskattning |
| 3  | Ovanliga kvinnoöden – eller vem skriver historien?                            | 20 juli 2002    | Hedvig Taube och Cecilia Vasa                             |
| 4  | Krigarkungar – eller historien rör på sig                                     | 27 juli 2002    | Gustav II Adolf och Karl XII                              |
| 5  | Svenska affärer – eller ett äventyr att dö för                                | 3 augusti 2002  | Svenska Ostindiska Compagniet                             |
| 6  | Svenska revolter – eller folket bryr sig om sin historia                      | 10 augusti 2002 | Gustav III, Gustav Vasa och Hedvig Taube                  |
| 7  | Sorgliga levnadsöden – eller historien i nöd och lust                         | 17 augusti 2002 | Gustav IV Adolf och Axel von Fersen                       |
| 8  | Svenska genier – eller vad lär man sig egentligen av Hermans historia?        | 24 augusti 2002 | Carl von Linné och Bröderna Ericsson                      |
| Nr | Avsnitt                                                                       | Sändningsdatum  | Klipp ur                                                  |